# Fitz Roy
Pour les articles homonymes, voir Fitzroy.
Pour le village d'El Chaltén, voir El Chaltén.
Le cerro Fitz Roy, également connu sous le nom de cerro Chaltén, est une montagne située près du village d'El Chaltén, en Patagonie, à la frontière entre l'Argentine et le Chili. Le Fitz Roy se trouve dans la province de Santa Cruz (Argentine) et dans la région de Magallanes et de l'Antarctique chilien (Chili). Il a donné son nom au massif du Fitz Roy et s'élève à seulement cinq kilomètres au nord-est du cerro Torre. Son altitude est de 3 405 mètres. Il a été gravi pour la première fois par les alpinistes français Lionel Terray et Guido Magnone en 1952.
Le Fitz Roy est situé à la fois dans le parc national Los Glaciares (Argentine) et dans le parc national Bernardo O'Higgins (Chili).

## Toponymie

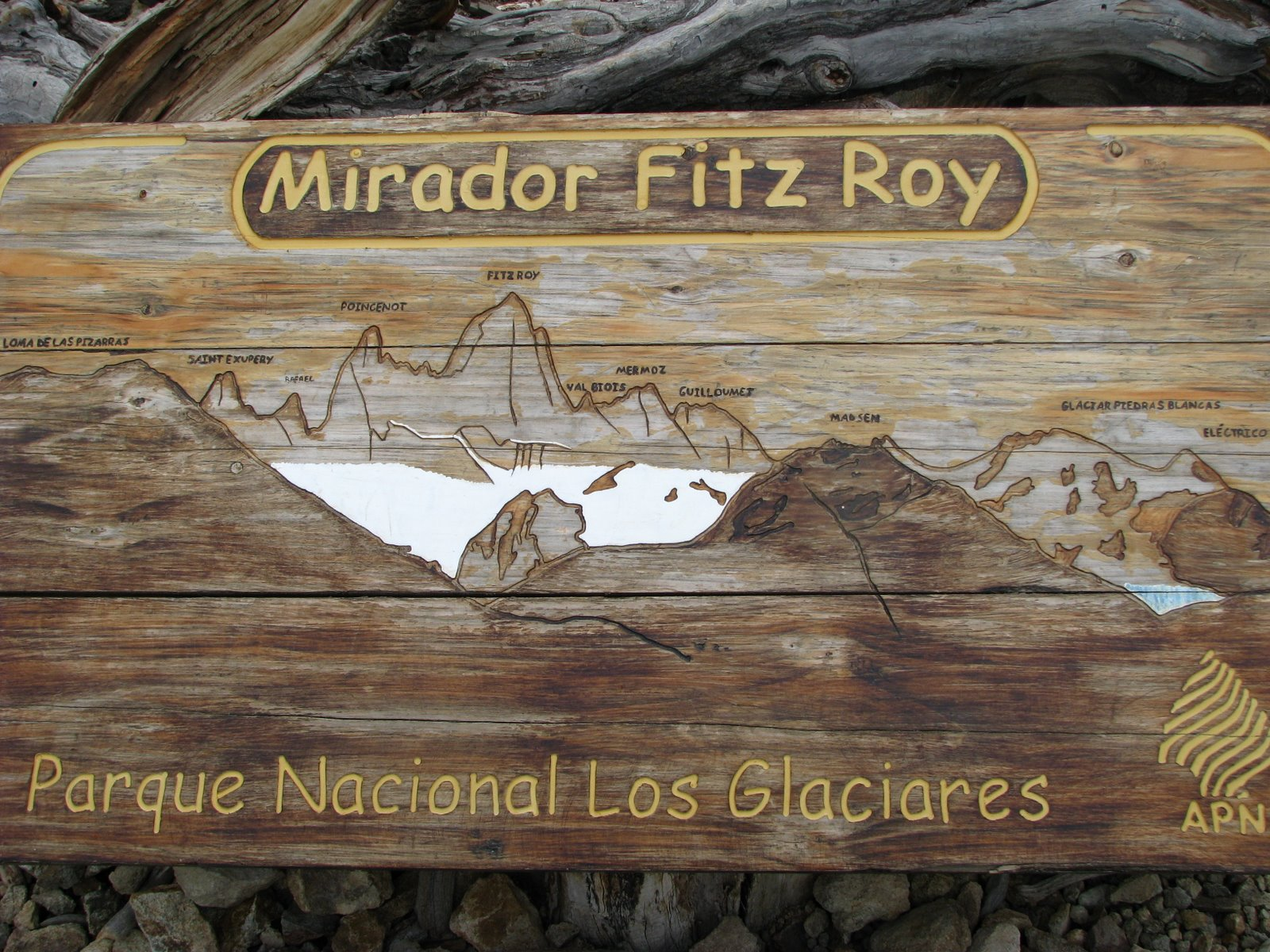
Plan du massif présenté sur un panneau.

Le sommet du Fitz Roy est aussi appelé cerro Chaltén, ces deux noms venant respectivement de l'explorateur Francisco P. Moreno et de la tradition Tehuelche.
Le nom de Cerro Chaltén vient du peuple Tehuelche, qui désignait déjà le sommet par ce nom, signifiant « bleu », « bleuté » dans sa langue. Selon les légendes de ce peuple, le sommet a été baptisé par Elal, demi-dieu et héros principal de la mythologie Tehueleche. Enfant, il est emmené loin de son père qui veut le tuer par le cygne Kelfü qui l'accompagne jusqu'au sommet du Fitz Roy pour le mettre à l'abri. À leur arrivée, la couleur du sommet inspire le cygne et l'enfant qui le baptisent Chaltén. Les Tehuelches ne possédant pas de forme d'écriture propre, la graphie du nom du sommet a été approximativement retranscrite par l'écriture occidentale, bien que certains phonèmes de la langue Aonikenk n'existent pas dans les langues européennes. Ainsi, selon le récit des premiers explorateurs comme Carlos María Moyano, il est possible que le nom original du sommet ait davantage ressemblé à Cháltel. Les Tehuelches actuels ne connaissent d'ailleurs pas le mot Chaltén.
Le nom de Chaltén pourrait aussi signifier « montagne qui fume » dans cette même langue, et ferait allusion aux nuages presque toujours accrochés à la cime du Fitz Roy. Les indiens aurait pris ces nuages pour de la fumée, tout comme les premiers explorateurs occidentaux qui considéraient le Fitz Roy comme un volcan, jusqu'en 1902 — date à laquelle le géologue Rodolfo Hautal démontre qu'il n'en est pas un.
Le nom de Fitz Roy fut donné par l'explorateur Francisco Pascasio Moreno le 2 mars 1877 lors de son exploration de la région. Il choisit ce nom en l'honneur du capitaine du HMS Beagle Robert FitzRoy, qui, à l'occasion de son second voyage, l'avait précédé dans l'exploration des sources du Río Santa Cruz en 1834, mais qu'un problème technique obligea à faire demi-tour avant d'atteindre le lac Viedma.
En septembre 2012, le sénateur argentin Jaime Linares présente un projet de loi destiné à modifier la dénomination du Fitz Roy dans la cartographie officielle, mais ce projet de loi reste sans suite. Le 24 septembre 2014, ce même Linares, soutenu cette fois par Rubén Giustiniani (FP (es)) et Alfredo Martínez (UCR), présentent un nouveau projet devant le Sénat argentin. Ils s’appuient pour cela sur l’article 75, paragraphe 17, de la Constitution argentine qui « reconnaît la préexistence ethnique et culturelle des peuples indigènes »,.

## Géographie

### Situation

Carte du massif du Fitz Roy.

Le Fitz Roy est un sommet localisé à 49° 16′ de latitude sud et 73° 02′ de longitude ouest, situé en Patagonie méridionale à la frontière entre le département argentin de Lago Argentino (province de Santa Cruz) et de la province chilienne de Última Esperanza (région de Magallanes et de l'Antarctique chilien).
C'est le point culminant du massif du Fitz Roy, constitué principalement de deux chaînes de montagne d'orientation globale Nord-Sud, la chaîne du Fitz Roy (composée des Aiguilles Guillaumet, Mermoz, Val Biois, du mont Fitz Roy, et des aiguilles Poincenot, Rafael Juárez et Saint-Exupéry) et la chaîne du Cerro Torre (composée des monts Pollone, Piergiorgio, du Domo Blanco, des aiguilles Cuatro Dedos, Bífida, Standhardt, de la Torre Egger et du cerro Torre). Ces deux vallées sont séparées par le glacier Torre et le glacier Grande, prolongées par la Laguna Torre et le río Fitz Roy coulant à l'est vers la vallée du río de las Vueltas.
Le massif du Fitz Roy est entouré à l'ouest par la calotte glaciaire du Campo de Hielo Sur, à l'est par la vallée du Río de las Vueltas, au nord par la vallée du Río Eléctrico (alimenté par la Laguna Eléctrica et en amont de celle-ci par le glacier Fitz Roy et le Glacier Marconi venant du Campo de Hielo Sur), et au Sud par la vallée du Río Tunel (alimentée par le lago Tunel et en amont par les glaciers Río Tunel et de Quervain) ainsi que par le Paso del Viento donnant sur le Campo de Hielo Sur.

### Climat

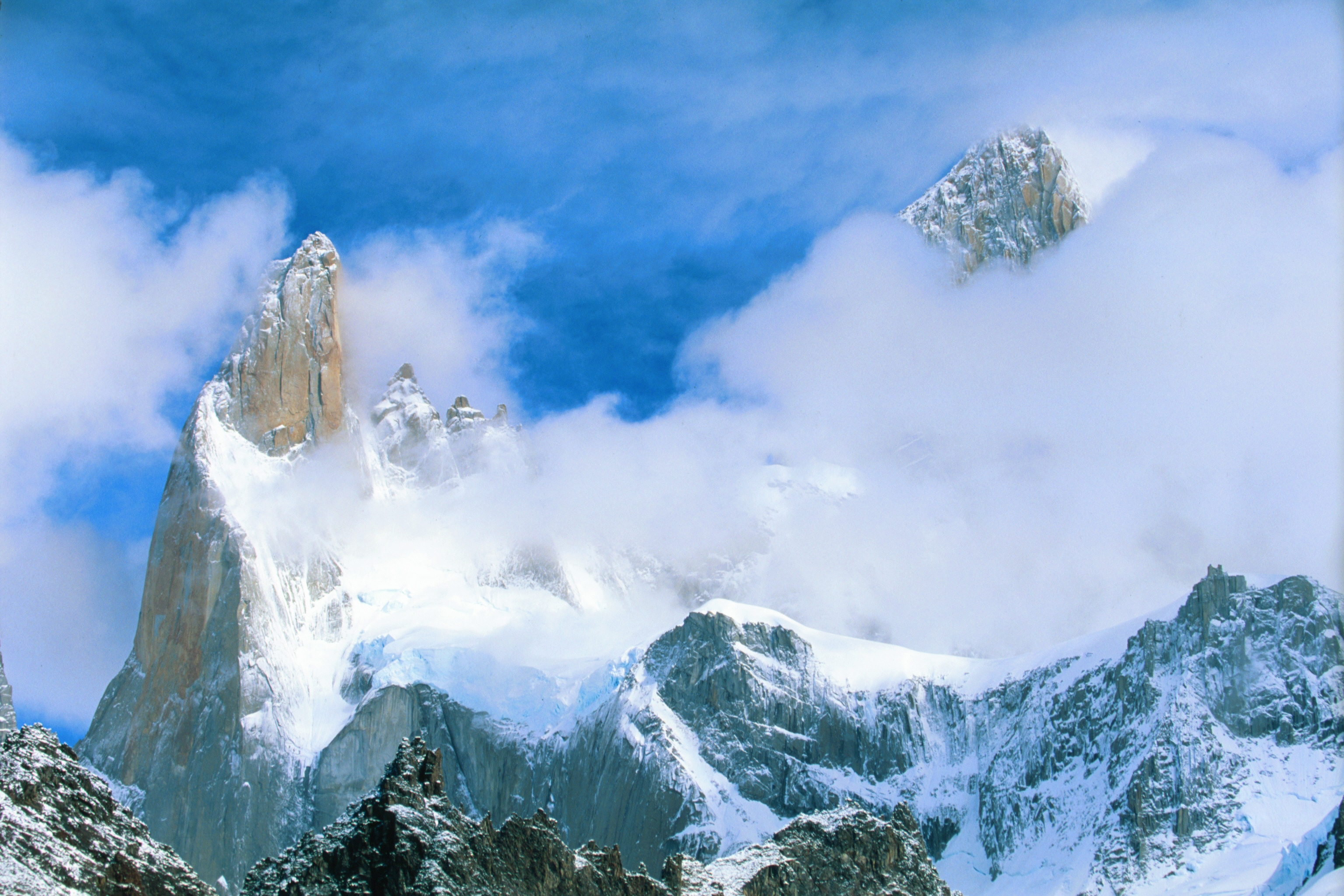
Le Fitz Roy dans une tempête.

Le massif du Fitz Roy formant une barrière entre le champ de glace Sud de Patagonie à l'ouest et la pampa sèche à l'est, il présente un grand nombre de microclimats, lesquels sont par ailleurs très variables. Le climat est caractérisé par un vent d'ouest dominant et persistant, des précipitations extrêmement variables au sein du massif et des températures plutôt faibles.
Les vents d'ouest, caractéristiques des climats patagoniens, sont particulièrement puissants et presque constants au niveau du massif, notamment en été, accentués par la transition entre le hielo continental et la pampa. Ainsi dans la vallée du río Eléctrico, au nord du massif, le vent peut être de 100 km/h tout au long de la journée, avec des rafales atteignant 180 km/h. Louis Lliboutry distingue trois formes de ce vent d'ouest : un vent froid du nord-ouest apportant des averses durant l'été, un vent d'ouest amenant d'abondantes précipitations tout au long de l'année et un vent tempéré du sud-ouest apportant le beau temps.
En ce qui concerne la pluviométrie, le massif est une zone de transition rapide, les précipitations variant énormément entre les versants est et ouest. Le versant ouest reçoit d'abondante précipitations venant de l'océan Pacifique, pouvant dépasser les 5 mètres par an. Le versant est, en revanche, est influencé par la pampa argentine, le village d'El Chaltén recevant environ 85 cm de précipitations par an.
Louis Lliboutry dénombre six climats locaux différents, dus aux différences de précipitations et au relief accidenté : de pampa sèche ensoleillée et ventée, de marais tempérés, de forêts ventées, de vallée humide, froide et ventée, de glacier bas, relativement peu froid, peu venté et pluvieux et enfin de Hielo Continental froid, neigeux et venteux.

### Géologie
Le Fitz Roy est un énorme monolithe de granite ayant une forme pyramidale qui a été sculpté par les vents violents, par la neige et la glace. Le Fitz Roy est composé de roches magmatiques ancrées très profondément dans le sol. Cette formation trouve son origine dans la collision de grandes plaques tectoniques débutée il y a 100 millions d'années. Le magma remonté entre ces plaques s'est solidifié entre les autres roches. Leur érosion a permis la formation de la montagne.

### Faune et flore

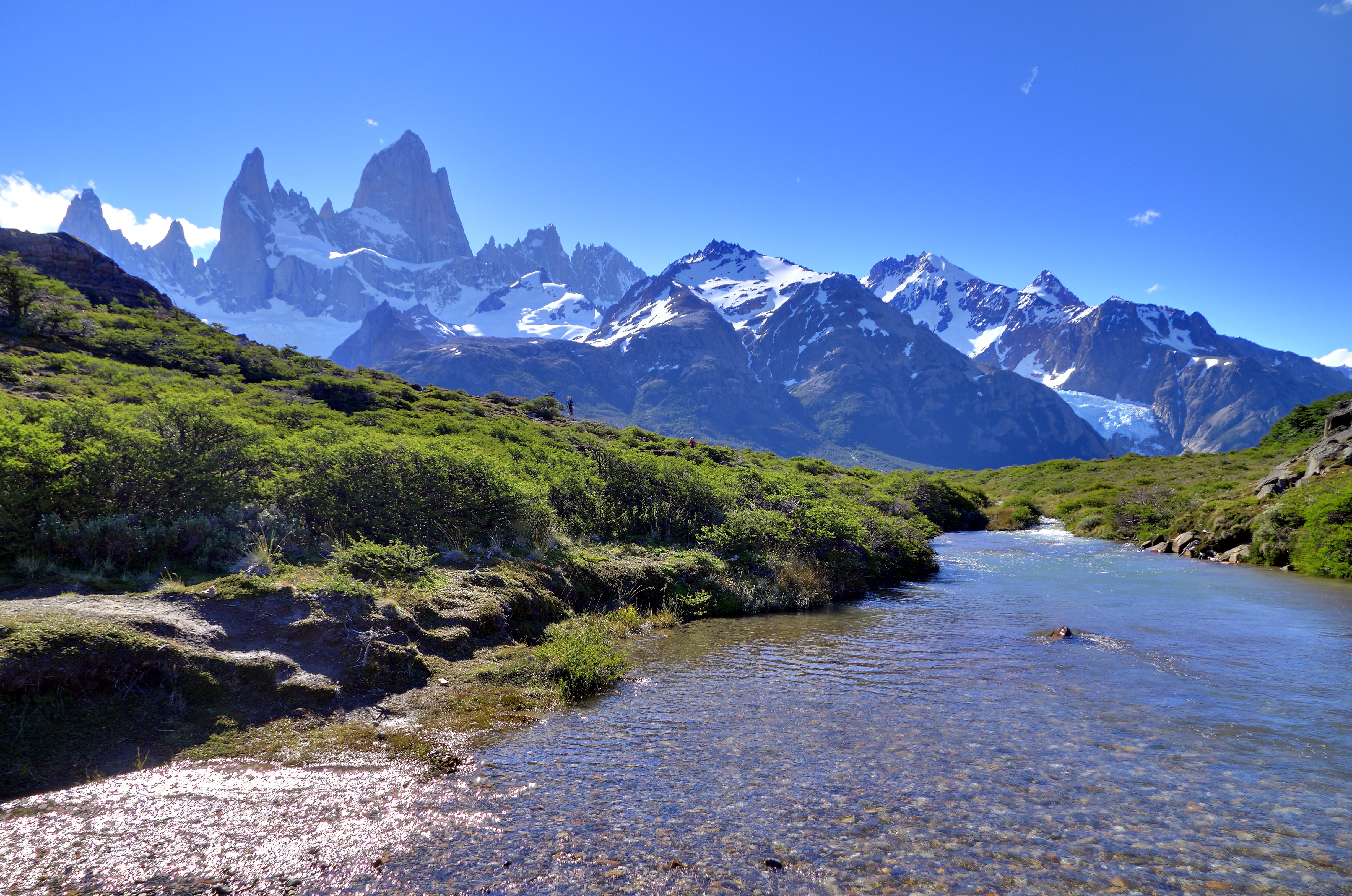
Flore et hydrographie autour du Fitz Roy.

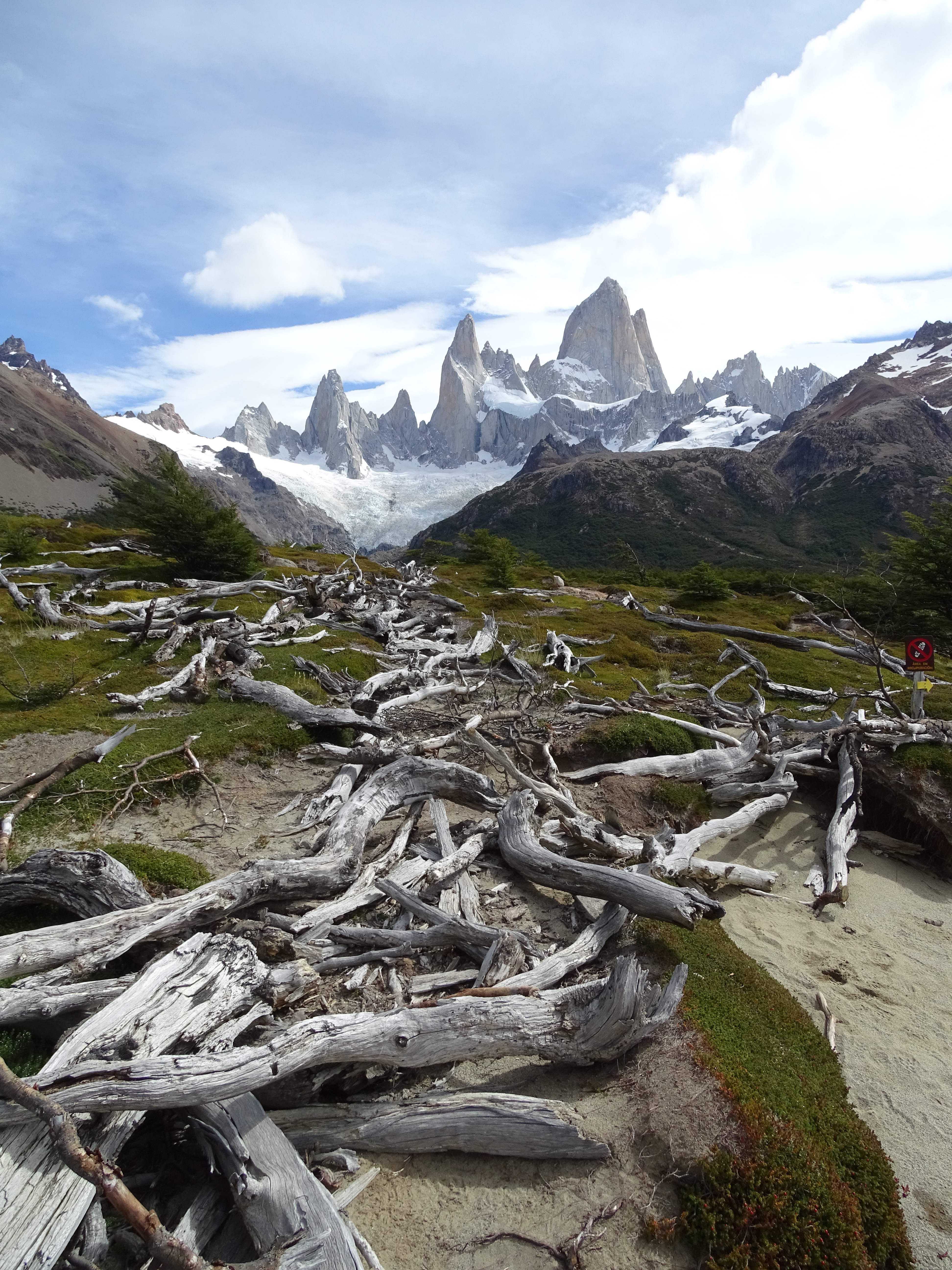
Vue du Fitz Roy depuis la vallée menant à El Chaltén.

La flore est inexistante sur les parois du sommet. En revanche, les piémonts peu abrupts, traversés lors de la marche d'approche au sommet, sont caractérisés par des forêts basses de hêtres australs (Nothofagus pumilio, Nothofagus antarctica et Nothofagus betuloides) et d'immenses plaines à la végétation rase adaptée aux conditions climatiques extrêmes.
La faune est très rare dans la région du Fitz Roy. Plusieurs espèces de rongeurs sont présentes : le rat pygmée de rizière à longue queue et l'akodon à nez jaune (Akodon xanthorhinus), ainsi que le renard de Magellan (Dusicyon Culpaeus). On trouve également des aigles et quelques lapins.

## Histoire

### Exploration
Le Fitz Roy est déjà connu par les indiens Aonik'enk, qui peuplaient la région avant l'arrivée des Espagnols. En effet, la présence de nombreux restes archéologiques (instruments, éclats…) atteste la présence des Tehuelches dans les plaines autour du lac Viedma, depuis lesquelles le Fitz Roy est visible de loin. Les récits des premiers explorateurs espagnols[réf. nécessaire] confirment leur connaissance de cette montagne qu'ils ont d'ailleurs baptisé Chaltén. Le Fitz Roy est d'ailleurs évoqué dans les mythes de cette communauté, puisqu’Elal, principal héros de la cosmogonie Tehuelche, aurait été déposé au sommet de la montagne par un cygne, avant de descendre du Fitz Roy pour rejoindre la plaine patagonienne et le peuple Tehuelche qu'il va guider et éduquer.
La découverte du Fitz Roy par les Occidentaux remonte sans doute à 1782, lorsque Francisco de Biedma y Narváez atteint le lac Viedma. Après avoir fondé la ville de Puerto San Julián, il organise une expédition visant à explorer les terres intérieures de la Patagonie. Il suit ainsi le cours des rivières Santa Cruz et Chalía, jusqu'à atteindre la rive nord du lac Viedma. Les indiens Tehuelches guidant l'expédition lui montrent alors deux montagnes particulièrement visibles, nommant la plus haute des deux, Chaltén[réf. nécessaire].

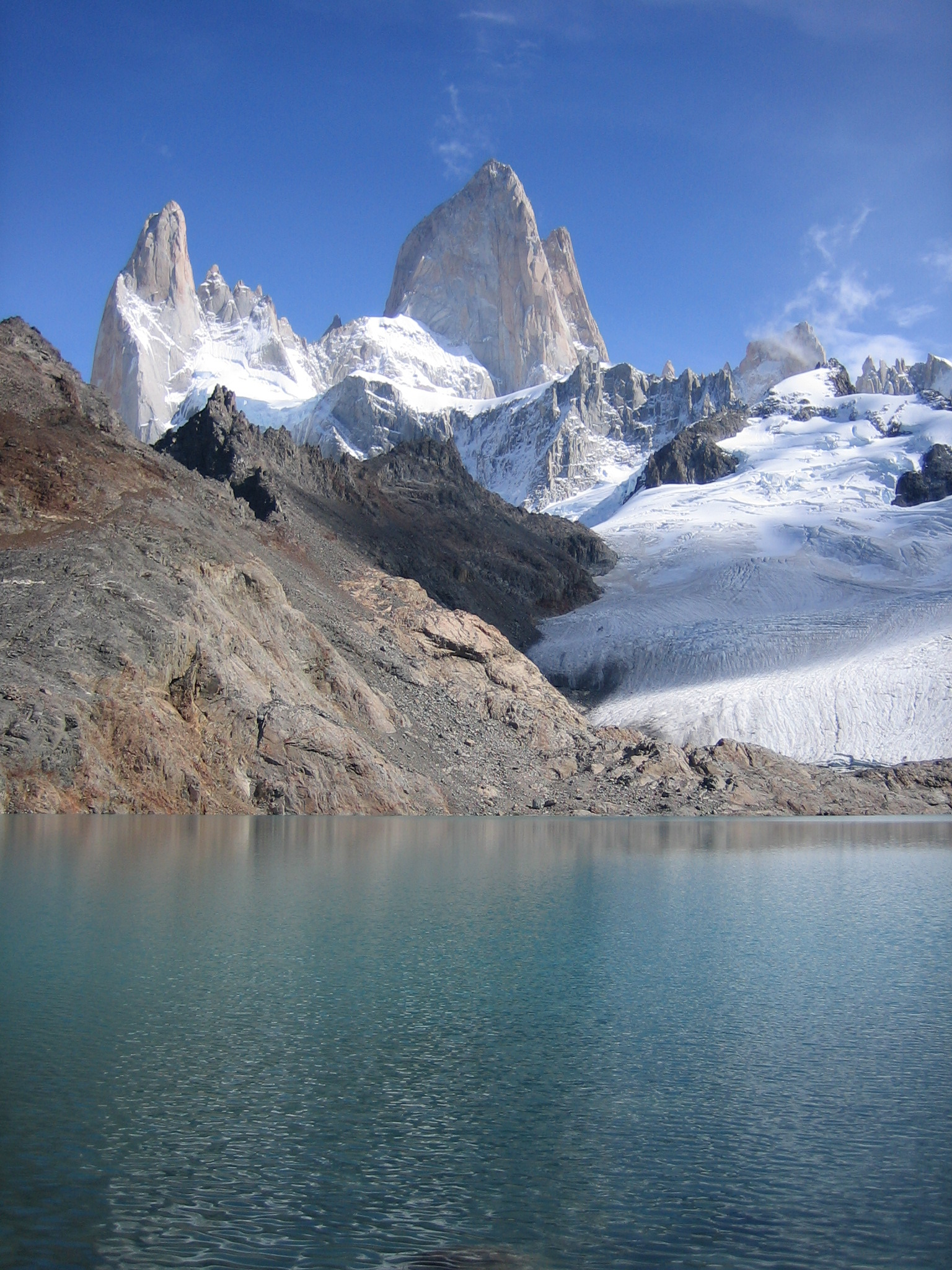
Vue du Fitz Roy depuis la laguna de los Tres.

La seconde expédition à atteindre cette partie de la Patagonie fut celle de l'anglais Robert FitzRoy, en 1834, lors de son exploration de l'Amérique australe pendant son voyage en bateau sur le HMS Beagle. L'expédition constituée de trois baleinières part ainsi de l'embouchure du río Santa Cruz et cherche à remonter le fleuve jusqu'au lac Viedma. Bien que n'ayant pas atteint son but, Robert Fitz Roy réussit à remonter 300 kilomètres de rivière, et put apercevoir de loin le sommet Chaltén.
C'est au cours de l'expédition de Francisco Moreno en 1877 que le Chaltén fut rebaptisé Fitz Roy. L'expert Francisco perito Moreno est chargé par le gouvernement argentin d'établir précisément le tracé de la frontière séparant l'Argentine du Chili. En effet, celle-ci est alors définie théoriquement par un traité de 1810 comme étant la zone de plus haut sommets divisant les eaux entre les océans Atlantique et Pacifique[réf. nécessaire], mais une grande partie de la frontière n'a pas été explorée, et la position du divortium aquarum est en général inconnue[réf. nécessaire]. Francisco Moreno arrive en vue du Fitz Roy le 14 février 1877[réf. nécessaire], et baptise alors le plus haut sommet en rendant hommage au capitaine de l'expédition précédente Robert FitzRoy. L'expert inclut d'ailleurs le Fitz Roy dans la ligne de division des eaux, bien que le divortium aquarum passe plus à l'ouest et traverse le champ de glace Sud de Patagonie. Même s'il reconnaît, puisqu'il n'a pas pu s'approcher suffisamment de la cordillère, être incertain du tracé de la ligne de division des eaux[réf. nécessaire], le Fitz Roy restera dans les traités un point fixe de la frontière entre les deux pays[réf. nécessaire], et cette erreur sera plus tard à l'origine de l'un des conflits limitrophes entre le Chili et l'Argentine[réf. nécessaire].
Ce n'est que dans les années 1930 que les différentes vallées du massif du Fitz Roy seront explorées, lors des expéditions menées par Alberto María De Agostini. Ce missionnaire salésien fut le premier à traverser le champ de glace Sud de Patagonie au début de l'année 1931. Cette expédition est aussi l'occasion de remonter le río Fitz Roy jusqu'à la Laguna Torre, au pied du cerro Torre. Il complète son exploration du massif l'année suivante, remontant le río de las Vueltas puis le río Eléctrico. Il fonde dans la vallée un camp de base, par la suite baptisé Piedra del Fraile (« pierre du Frère » en espagnol) en l'honneur du missionnaire, afin de pouvoir poursuivre son exploration. L'expédition doit attendre pendant un mois une amélioration du temps, avant de pouvoir remonter jusqu'à la partie supérieure du río Eléctrico, apercevant le champ de glace Sud de Patagonie et découvrant le versant Nord-Ouest du Fitz Roy.

### Première ascension

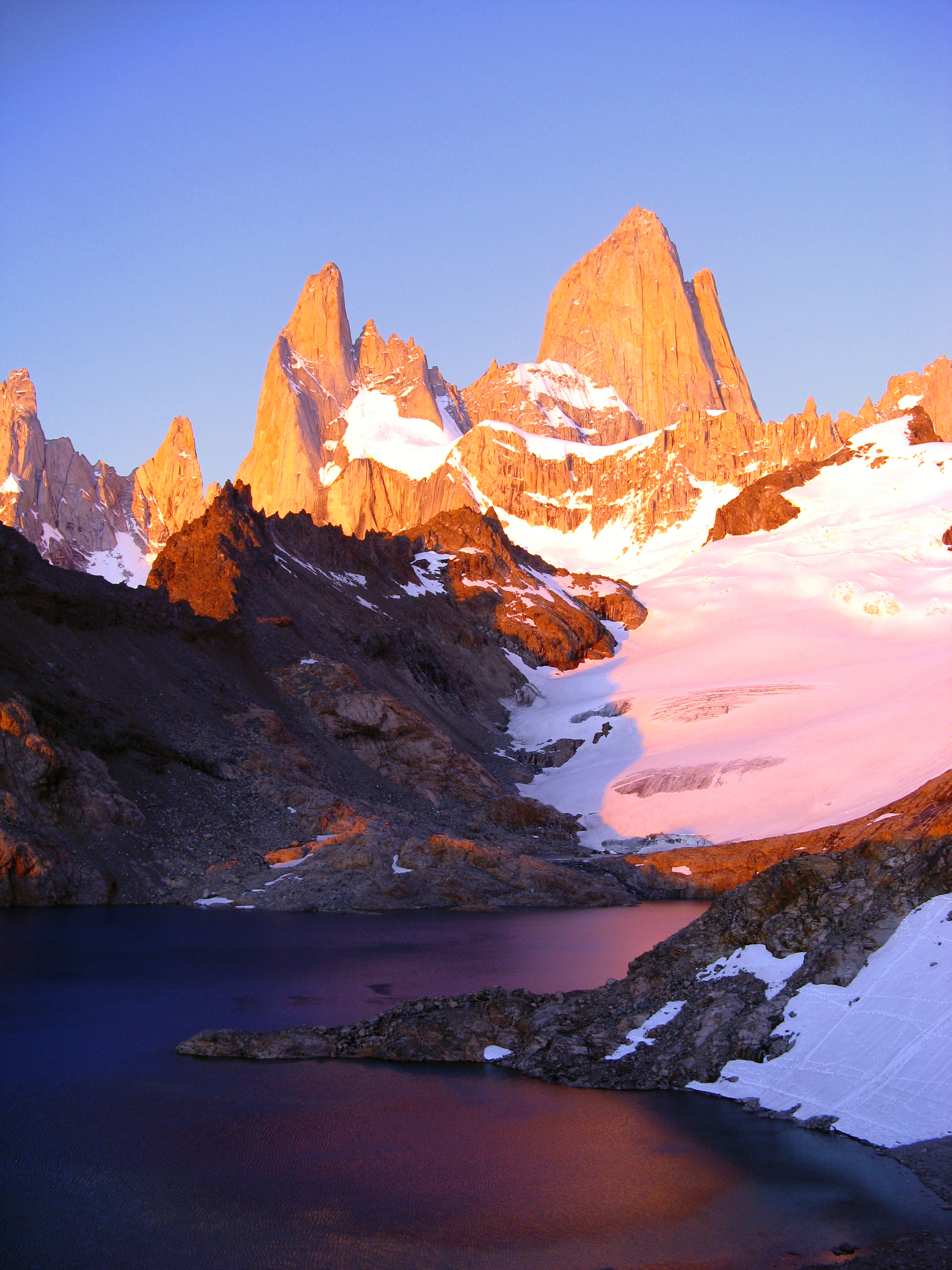
Vue du mont Fitz Roy au lever du soleil.

La première tentative d'ascension du Fitz Roy fut menée par le guide italien Aldo Bonacossa en 1937. Accompagné de Titta Gilberti, Leo Dubosc et Ettore Castiglioni, il atteint le pied de la face Sud du Fitz Roy, lui paraissant la plus aisée à gravir, le 26 janvier. En dépit de l'excellent niveau des 4 grimpeurs, l'expédition n'atteint pas le sommet, devant renoncer face aux difficultés techniques des 400 derniers mètres de l'ascension.
La deuxième tentative d'ascension du Fitz Roy par Hans Zechner ne se fera que dix ans plus tard. Il vient en effet explorer le massif en 1947, dans le but de trouver la voie la plus facile, et revient en 1948 avec les Italiens Mario Bertone et Nestor Gianolli, échouant successivement l'ascension par le versant sud-est, puis par la crête Nord. Hans Zechner échoue une nouvelle fois l'ascension en 1949, accompagné de Dangi, Matzi et Lanchsne, repérant un couloir de neige particulièrement long pouvant faciliter l'ascension (plus tard baptisé « supercanaleta »).
Le Fitz Roy est finalement gravi pour la première fois par les alpinistes français Lionel Terray et Guido Magnone en 1952. Début janvier, l'expédition composée de Jacques Poincenot, Guido Magnone, Marc Antonin Azéma, Lionel Terray, René Ferlet, Louis Lliboutry, Louis Depasse et Georges Strouvé, installe son camp de base près de l'actuel village d'El Chaltén. Elle commence alors l'exploration du massif afin de repérer les voies d'ascension, pendant laquelle Jacques Poincenot trouve la mort alors qu'il traversait le Río Fitz Roy. Les alpinistes établissent alors un camp de base au bord du Río Blanco qui deviendra par la suite le campamiento Río Blanco encore utilisé par les escaladeurs, et trois campements avancés atteignant ainsi la brèche des Italiens (Brecha de los Italianos), point le plus haut atteint par l'expédition de 1937. Après une longue attente à la brèche des Italiens à cause du mauvais temps, Lionel Terray et Guido Magnone entament l'ascension le 31 janvier, réussissant à traverser jusqu'au névé triangulaire avant de retourner au camp de base. Ils partent le 1er février pour l'ascension finale, rejoignant rapidement le névé grâce aux cordes fixes posées la veille, puis commencent la montée vers le sommet. Après un bivouac près du névé de l'araignée, ils reprennent l'escalade, et rejoignent le sommet à 16 h 40, accomplissant la première ascension du Fitz Roy.

### L'ouverture des principales voies

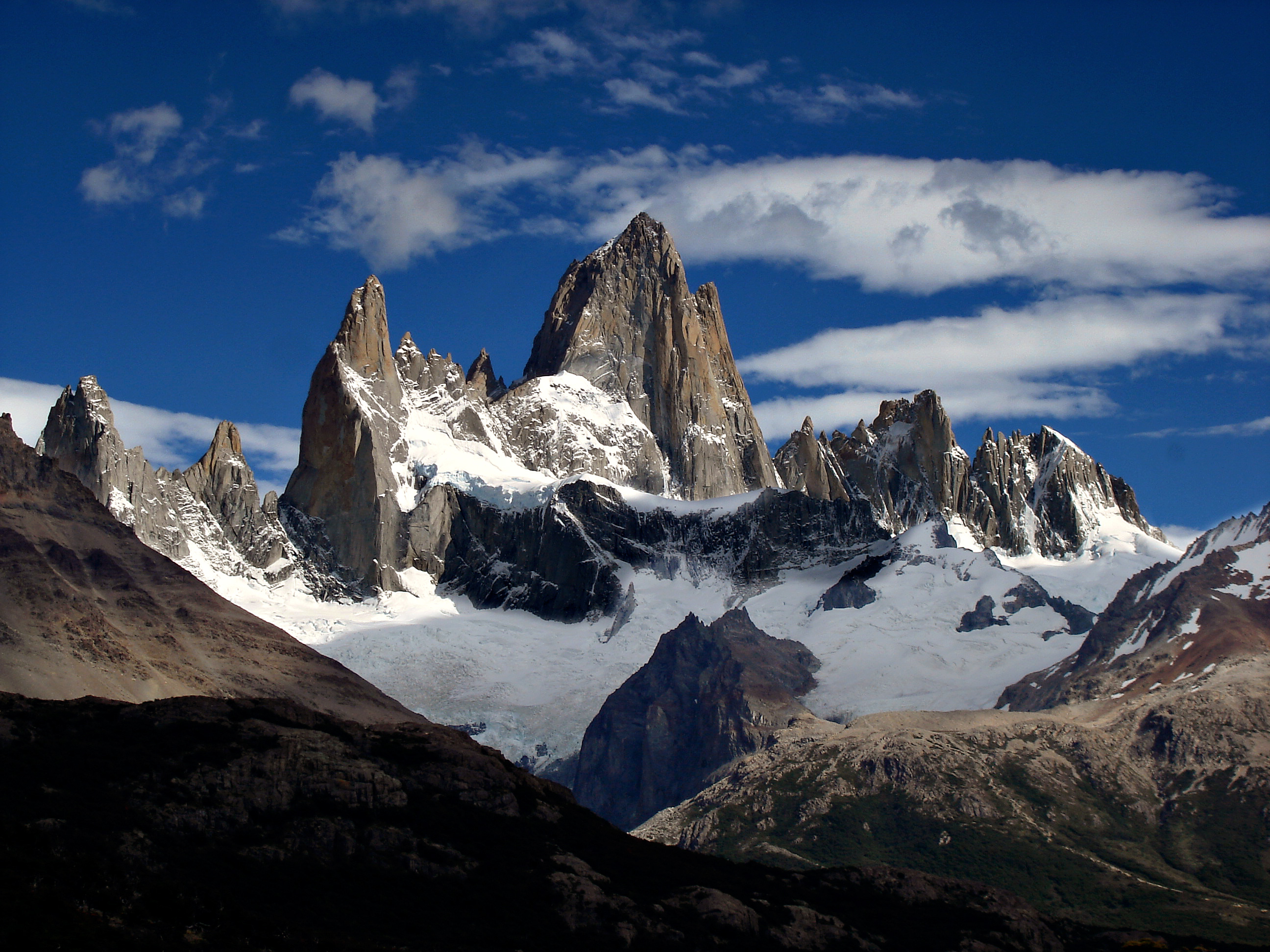
Vue du mont Fitz Roy

La deuxième expédition à atteindre le sommet du Fitz Roy est celle de José Luis Fonrouge et Carlos Comesaña. Ils empruntent alors la supercanaleta, repérée 15 ans plus tôt par Hans Zechner, leur permettant de franchir 1 800 mètres sur la glace, avant d'attaquer la montée en rocher. Ils atteignent ainsi la cime le 16 janvier 1965, avant de redescendre par la même voie.
En 1968, un groupe de Californiens ouvre une nouvelle voie dans la face Sud du Fitz Roy. Yvon Chouinard, Douglas Tompkins, Dick Dorworth, Chris Jones et Lito Tejada-Flores, venus depuis les États-Unis en camion, arrivent à la fin de l'année 1969 au pied du Fitz Roy. Ils décident de grimper par le côté gauche de la face Sud, passant par la brèche des Italiens puis par le col du cinéaste. Le mauvais temps bloque les Américains pendant 6 jours, mais une amélioration leur permet d'entreprendre l'ascension. Les six grimpeurs atteignent ainsi la cime le 20 décembre 1968, après trente heures d'ascension, ouvrant la route baptisée « voie des Californiens », aujourd'hui la plus classique pour atteindre le sommet du Fitz Roy. Le film documentaire Mountain of storms retrace leur ascension.
L'ascension du pilier oriental, de 1 500 mètres de haut, fut tentée et échouée à plusieurs reprises, d'abord par une expédition française en 1967, puis par les deux expéditions italiennes successives de Rovereto puis de Monza au début des années 1970. L'expédition suisse de H.P. Kasper et T. Holdner réussit en 1974 à grimper 200 mètres sous le sommet, dépassant ainsi la plupart des difficultés, mais fut repoussée par le mauvais temps. Le pilier fut finalement gravi par l'expédition de l'Italien Casimiro Ferrari en 1976. Après 6 jours d'escalade, pendant laquelle Ferrari perd plusieurs dents au cours d'une chute, Casimiro Ferrari et Vittorio Meles atteignent la cime le 23 février.
La première ascension du pilier Nord, quant à elle, fut réalisée pour la première fois en 1979 par l'Italien Renato Casarotto, en hommage duquel le pilier est aujourd'hui appelé pilier Casarotto. Cette voie avait déjà été tentée à plusieurs reprises auparavant, et Renato Casarotto lui-même avait déjà dû renoncer à l'ascension à deux reprises. Il réussit finalement, complètement en solitaire lors de cette troisième tentative, l'ascension du pilier et atteint le sommet le 1er janvier 1979.
D'autres voies furent par la suite ouvertes dans la face ouest, de part et d'autre de la supercanaleta, laquelle réduit grandement la hauteur de paroi à escalader. En 1979, les Français Jean et Michel Afanassieff, G. Albert, J. Fabre et G. Sourice ouvrent une voie — la voie Afanassieff — à gauche de la supercanaleta, suivant l'arête ouest, et atteignent le sommet le 24 décembre,. En 1983 une expédition tchécoslovaque, composée de Robert Galfy, M. Orolin, Z. Brabec, V. Petrik, F. Kele, M. Hoholik et T. Surka, ouvre une autre voie dans la face ouest, passant cette fois à droite de la supercanaleta, terminant la voie entamée par Rob Carrington et Alan Rouse en 1977. Après de nombreuses tentatives frustrées par le mauvais temps, Galfy, Orolin et Potrik atteignent finalement la cime le 15 janvier 1983, inaugurant la voie des Tchécoslovaques,.
Le 10 mars 1984, Alberto Bendinger, Marcos Couch, Pedro Friedrich et Eduardo Brennerapertura ouvrent la voie franco-américaine (Ruta Franco Argentina), sur la face sud-est, qui devient par la suite la voie normale.
Entre le 12 et le 16 février 2014, les grimpeurs américains Tommy Caldwell et Alex Honnold réalisent la première traversée du massif du Fitz Roy. En quatre jours, ils gravissent tour à tour, les aiguilles Guillaumet et Mermoz, le Fitz Roy, les aiguilles Poincenot, Rafael Suarez, Saint-Exupéry et de l'S,. Les deux hommes reçoivent le Piolet d'or 2015 pour cette première.
Entre le 5 et le 10 février 2021, Sean Villanueva O’Driscoll réalise la seconde traversée intégrale du massif et la première en solo, Moonwalk Traverse. Il est récompensé d'un piolet d'or.

## Ascension
En dépit de sa faible altitude, cette montagne est réputée comme une des plus dures au monde. Le granite très compact requiert un haut niveau d'escalade et les conditions climatiques sont généralement extrêmes.

Localisation des principaux sommets du massif du Fitz Roy, depuis El Chaltén.

## Aspects culturels

### Mythes et légendes
Le Fitz Roy apparait dans la cosmogonie Tehuelche, selon laquelle Elal serait arrivé en Patagonie et parmi les Tehuelches déposé par un cygne au sommet de cette montagne. Les légendes Tehuelches racontent que Elal, demi-dieu et principal héros de cette mythologie, serait le fils de l'union forcé entre Teo, les nuages et Nóshtex, mauvais géant (fils de l'obscurité absolue Tons) qui emprisonna Teo pendant trois jours et la viola à cette occasion. Pour le punir, Kóoch, dieu originel et père de Teo, jette une malédiction sur le géant, lui assurant que son fils deviendrait plus beau et plus aimé par les êtres peuplant la Patagonie que son père. Ce dernier, blessé dans son amour propre, décide de se débarrasser de son fils, éventrant Teo avec un silex. Cependant, Ter-werr (le Tuco-tuco) réussit à sauver le bébé et à le cacher au fond de son terrier. Les animaux, réunis en urgence par l'oiseau Kilken (le Chingolo), décident d'exiler le bébé loin de l'île sur laquelle il est né, et de le cacher au-delà de la mer et de la montagne Chaltén, en un lieu connu du seul Kíus (la Pluvianelle magellanique), oiseau réputé connaître tous recoins de la Mapu (la Patagonie). Kelfü (le cygne) emmène donc Elal, et le dépose au sommet du Chaltén où il le protège et le nourrit durant trois jours, pour que l'enfant reprenne des forces. Après le départ du cygne, Elal entame sa descente du Chaltén.

### Héraldique et logotypes
Le Fitz Roy est le symbole de la province de Santa Cruz qui l'arbore sur ses armes ainsi que sur son drapeau. La silhouette du Chaltén apparaît également sur le blason du village d'El Chaltén, village de Patagonie argentine situé au pied de la montagne du même nom. 
Les logotypes de l'Université nationale de la Patagonie australe (UNPA) et de l'entreprise américaine de vêtements techniques Patagonia reprennent la silhouette du mont Fitz Roy.

Drapeau de la province de Santa Cruz
Blason de la province de Santa Cruz (es)
Blason d'El Chaltén
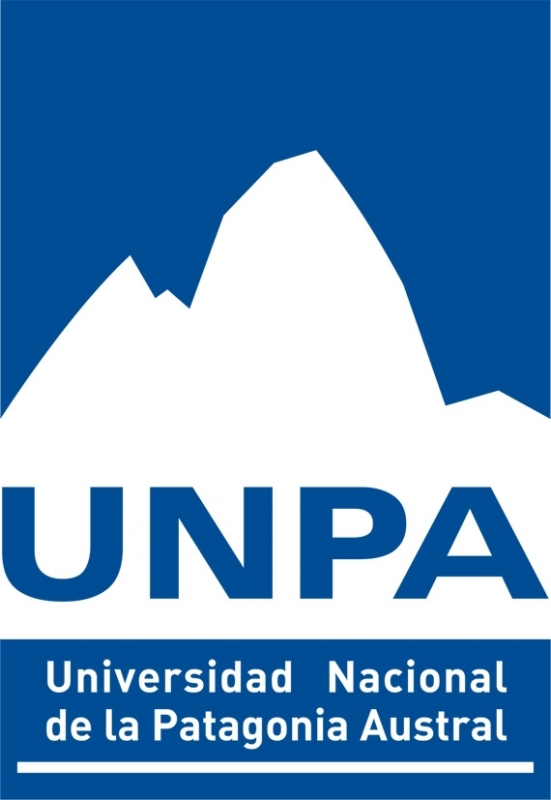
Logo de l'Université nationale de la Patagonie australe

### Littérature
- Marc Antonin Azema, La Conquête du Fitz Roy, Paris, Flammarion, 1954, 235 p.

### Cinéma
- 1952 : Du Fitz-Roy à l'Aconcagua et Fitz-Roy 1951-52 de Georges Strouvé